# TOCA Race Driver 2
TOCA Race Driver 2 è un videogioco di guida, quinto titolo della serie TOCA, sviluppato e pubblicato da Codemasters nel 2004 per Microsoft Windows, PlayStation 2 e Xbox. Nel 2005 è stato ripubblicato da Sumo Digital per PlayStation Portable.

## Modalità di gioco
Esistono tre modalità distinte di gioco:
- carriera
- simulatore (gara libera e prova a tempo)
- gioco in rete

Nella modalità carriera il giocatore è un pilota di un team privato in cerca di soldi e che correrà in tutte le categorie presenti con altri piloti per entrare a far parte dello Shark Team, che partecipa al Masters Grand Prix, massima serie per monoposto a ruote scoperte.
Il simulatore permette di affrontare 32 campionati di cui 3 extra e solo 2 licenziati (DTM e V8 Supercars), anche attraverso mezzi particolari come autoarticolati e vetture rally.

## Vetture utilizzabili
| Nome                                   | Potenza (HP) | Peso (kg) | Rapporto potenza/peso (kg/HP) |
| -------------------------------------- | ------------ | --------- | ----------------------------- |
| AC 289 CRS                             | 450          | 1000      | 2.222                         |
| AC Mamba                               | 350          | 1400      | 4.000                         |
| Aston Martin DB5                       | 282          | 1466      | 5.199                         |
| Aston Martin DB7 Vantage Volante       | 420          | 1875      | 4.464                         |
| Aston Martin DB9 Coupe                 | 435          | 1710      | 3.931                         |
| Aston Martin V12 Vanquish              | 460          | 1835      | 3.989                         |
| Audi ABT Audi TT-R                     | 450          | 1080      | 2.400                         |
| Championship Stockcar                  | 780          | 1615      | 2.071                         |
| Ford 9000                              | 500          | 5000      | 10.000                        |
| Ford Falcon AU V8 Supercar             | 620          | 1350      | 2.177                         |
| Ford Falcon BA V8 Supercar             | 620          | 1350      | 2.177                         |
| Ford GT                                | 500          | 1500      | 3.000                         |
| Ford GT90                              | 720          | 1600      | 2.222                         |
| Ford Hot Rod Coupe '34                 | 230          | 1111      | 4.830                         |
| Ford Mustang '68                       | 350          | 1615      | 4.614                         |
| Ford Mustang Cobra R '00               | 385          | 1628      | 4.229                         |
| Ford SVT F-150 Lightning               | 380          | 2120      | 5.579                         |
| Formula Ford                           | 152          | 450       | 2.961                         |
| Global GT Lights Race Car              | 95           | 470       | 4.947                         |
| Holden Commodore VX V8 Supercar        | 620          | 1350      | 2.177                         |
| Holden Commodore VY V8 Supercar        | 620          | 1350      | 2.177                         |
| Jaguar E-Type Series II '68            | 265          | 1407      | 5.309                         |
| Jaguar XJ220                           | 542          | 1375      | 2.537                         |
| Jaguar XKR Convertible                 | 400          | 1815      | 4.537                         |
| Jaguar XKR Race Car                    | 650          | 1159      | 1.783                         |
| Koenig C62                             | 800          | 1080      | 1.350                         |
| Koenig Competition 2002                | 1000         | 1300      | 1.300                         |
| Land Rover Bowler Wildcat              | 298          | 1620      | 5.436                         |
| Masters Car                            | 850          | 500       | 0.588                         |
| Mercedes-Benz AMG-Mercedes CLK         | 450          | 1080      | 2.400                         |
| Mitsubishi 3000 GT                     | 400          | 1695      | 4.237                         |
| Mitsubishi Lancer Evolution VII        | 280          | 1440      | 5.143                         |
| Nissan Skyline GT-R (R34)              | 280          | 1540      | 5.500                         |
| Opel Astra V8 Coupe                    | 450          | 1080      | 2.400                         |
| Seat Leon Supercopa                    | 250          | 1030      | 4.120                         |
| Single Seater 1000 Race Car (Indy Car) | 650          | 750       | 1.154                         |
| Subaru Impreza WRX                     | 325          | 1260      | 4.130                         |

## Piste disponibili
- A1-Ring
  - A1-Ring
  - A1-Ring Corto
- Adelaide
- Adria
- Barbagallo
- Bathurst
- Brands Hatch
  - Brands Hatch
  - Brands Hatch Indy
  - Brands Hatch A
  - Brands Hatch B
- Donington
  - Donington
  - Donington Corto
- Eastern Creek
- Eurospeedway
- Hidden Valley
- Hockenheimring
- Kyalami
- Laguna Seca
- Loch Rannoch
  - Loch Rannoch 1
  - Loch Rannoch 2
  - Loch Rannoch A
  - Loch Rannoch B
- Mantorp
  - Mantorp
  - Mantorp Corto
- Michigan Loop
- Norisring
- Nürburgring
  - Nürburgring
  - Nürburgring Corto
- Oran Park
- Oulton Park
  - Oulton Park
  - Oulton Park Corto
- Phillip Island
- Pikes Peak
- Pukekohe
- Road America
- Sandown
- Shortwood Park
- Southfield Heights
- Southfield Park
- Spagna
  - Spagna 1
  - Spagna 2
  - Spagna 3
  - Spagna 4
- St. Anton's
  - St. Anton's
  - St. Anton's Lake,
  - St. Anton's corto
- Surfers Paradise
- Texas
- Vallelunga
- Zandvoort

## Versioni esclusive
Per la console Playstation Portable esiste una versione australiana chiamata V8 Supercars Australia 2, presenta tutti i contenuti della versione europea Toca Race Driver 2 ma fra le scelte iniziali evidenzia il Campionato Supercars.
Una versione ampliata di Toca Race Driver 2 chiamata Race Driver 2006 è uscita in esclusiva per Playstation Portable solo per il mercato americano nel Giugno del 2006.